# Ramiro Jiménez
Juan Carlos Ramiro Jiménez Ramirez (Mexicali, Baja California; 16 de enero de 1999) es un artista marcial mixto mexicano que compite en la división de peso pluma de Ultimate Fighting Championship (UFC).

## Carrera de artes marciales mixtas

### Inicios
Tras una carrera de tres años como amateur, donde obtuvo una marca de tres victorias y 0 derrotas, Jiménez hace su debut en el MMA profesional en febrero de 2019 en la promoción Combate Américas. En su primera pelea, derrotó a Jesus Blanco por sumisión en el primer asalto al aplicar el mataleón.
Luego de que Jiménez venciera a Erick Castro por sumisión en el primer asalto en lo que fue su segunda pelea como profesional, fue anunciado para un enfrentamiento ante Uriel Cossio en el sexto evento de LUX Fight League, el cual sería su único combate en la promotora. La pelea la ganó Ramiro por decisión unánime.

### Combate Américas/Global

#### Copa Combate
Jiménez fue uno de los participantes de la «Copa Combate», donde fue programado para enfrentar a Pablo Burgos en los cuartos de final el 15 de diciembre de 2023. La pelea terminó con una victoria a favor de Jímenez por decisión mayoritaria.
Jiménez se enfrentó a Mauricio Eguiluz en la semifinal de la Copa Combate el 16 de diciembre de 2023. Ganó la pelea por nocaut técnico en el primer asalto con una patada en la cabeza.
Poco después de la victoria anterior, Jiménez se enfrentó a Tommy García en la final de la Copa Combate. En una pelea de drama, se llevó la victoria por sumisión en el primer asalto con un kimura.

### Dana White's Contender Series
Jiménez compitió en la novena temporada del Dana White's Contender Series en busca de un contrato con la Ultimate Fighting Championship (UFC). Está programado para enfrentarse a Tommy Cuozzi el 19 de agosto de 2025. Jiménez derrotó a su oponente con varios golpes y rodillazos para tener asegurado su contrato con UFC.

## Vida personal
Jiménez es apodado como «Cachanilla», y ello se debe a que el término es utilizado como un gentilicio referido a los oriundos de la ciudad de Mexicali como él.

## Campeonatos y logros
- Combate Américas
  - Ganador de la Copa Combate (2023)

## Récord en artes marciales mixtas
| Récord profesional | Récord profesional | Récord profesional |
| 10 peleas          | 10 victorias       | 0 derrotas         |
| ------------------ | ------------------ | ------------------ |
| Nocaut             | 5                  | 0                  |
| Sumisión           | 3                  | 0                  |
| Decisión           | 2                  | 0                  |

| Resultado | Récord | Oponente          | Método                          | Evento                                            | Fecha                   | Ronda | Tiempo | Localización      | Notas                                |
| --------- | ------ | ----------------- | ------------------------------- | ------------------------------------------------- | ----------------------- | ----- | ------ | ----------------- | ------------------------------------ |
| Victoria  | 11–0   | Tommy Cuozzi      | TKO (rodillazos y golpes)       | Dana White's Contender Series                     | 19 de agosto de 2025    | 1     | 2:53   | Las Vegas, Nevada |                                      |
| Victoria  | 10–0   | Tommy Garcia      | Sumisión (kimura)               | Combate Global: Copa Combate Semifinals and Final | 16 de diciembre de 2023 | 1     | 1:57   | Miami, Florida    | Ganador de la Copa Combate.          |
| Victoria  | 9–0    | Mauricio Eguiluz  | TKO (golpes)                    | Combate Global: Copa Combate Semifinals and Final | 16 de diciembre de 2023 | 1     | 2:59   | Miami, Florida    | Semifinal de la Copa Combate.        |
| Victoria  | 8–0    | Pablo Burgos      | Decisión (mayoritaria)          | Combate Global: Copa Combate Quarterfinals        | 15 de diciembre de 2023 | 2     | 5:00   | Miami, Florida    | Cuartos de final de la Copa Combate. |
| Victoria  | 7–0    | Nicolas Barna     | TKO (rodilla voladora y golpes) | Combate Global: Mexico vs. Japan                  | 13 de mayo de 2023      | 1     | 3:34   | Miami, Florida    |                                      |
| Victoria  | 6–0    | Devante Sewell    | TKO (rodillazo y golpes)        | Combate Global: Jimenez vs. Sewell                | 1 de julio de 2022      | 1     | 4:36   | Miami, Florida    |                                      |
| Victoria  | 5–0    | Michael Rodriguez | TKO (golpes)                    | Combate Global: Alday vs. Lopez                   | 14 de mayo de 2021      | 1     | 1:07   | Miami, Florida    |                                      |
| Victoria  | 4–0    | Saul Cabrera      | TKO (golpes)                    | Combate Americas 55: Garcia vs. Bandenay          | 21 de febrero de 2020   | 1     | 0:21   | Mexicali          |                                      |
| Victoria  | 3–0    | Uriel Cossio      | Sumisión (Decisión)             | LUX 006                                           | 30 de agosto de 2019    | 3     | 5:00   | Monterrey         |                                      |
| Victoria  | 2–0    | Erick Castro      | Sumisión (kimura)               | AZTK Fighting Championship 8                      | 9 de marzo de 2019      | 1     | 4:11   | Tijuana           |                                      |
| Victoria  | 1–0    | Jesus Blanco      | Sumisión (rear-naked choke)     | Combate 30: Combate Baja                          | 8 de febrero de 2019    | 1     | 3:41   | Mexicali          |                                      |